# Архиепархия Ченстоховы

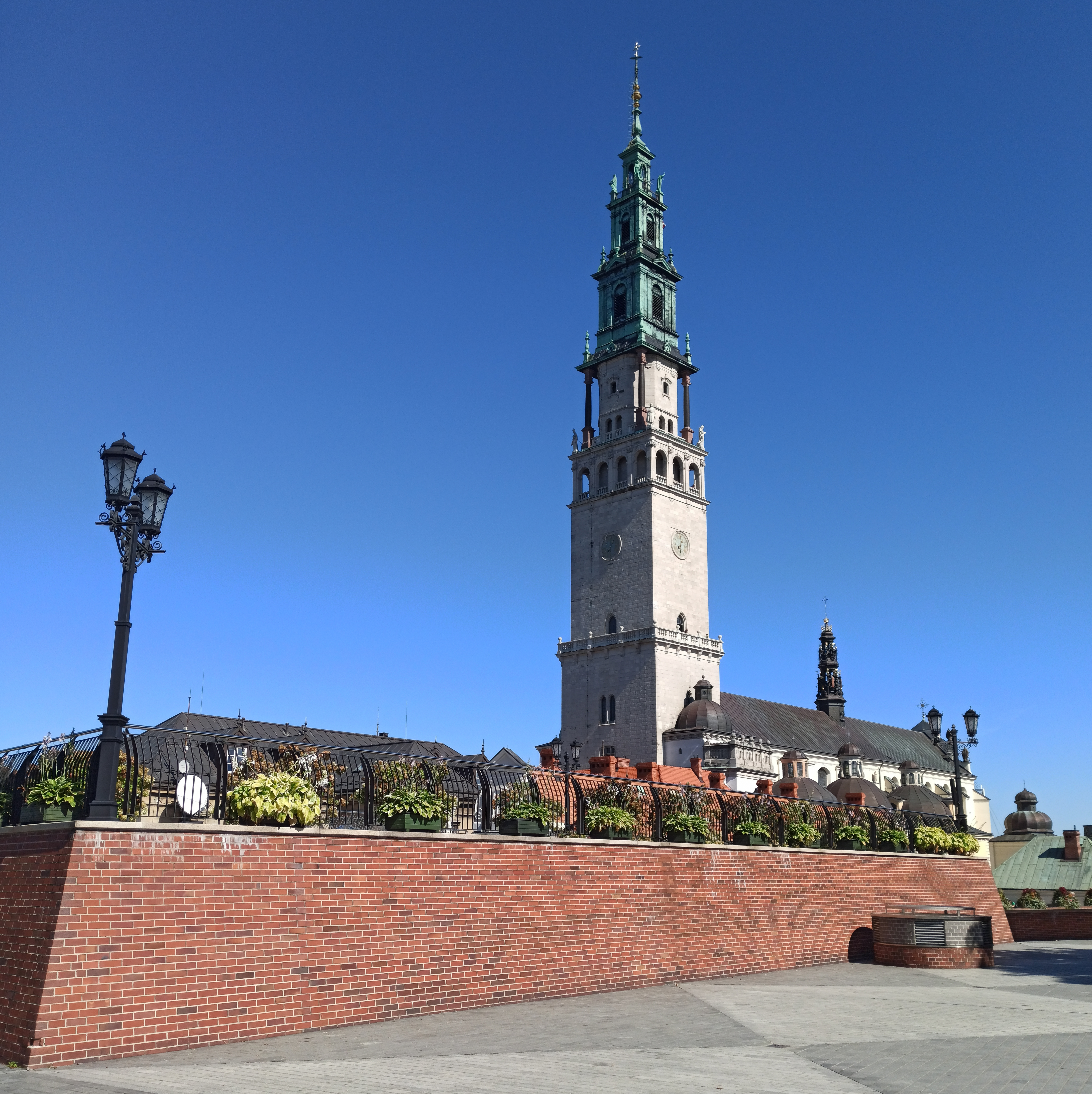
Базилика Ясна-Гуры

Архиепархия Ченстоховы (лат. Archidioecesis Czestochoviensis) — архиепархия Римско-Католической церкви с центром в городе Ченстохова, Польша. В митрополию Ченстоховы входят епархии Радома и Сосновеца. Кафедральным собором архиепархии Ченстоховы является базилика Святого Семейства. В Ченстохове находится монастырь паулинов и базилика Обретения Святого Креста и Рождества Пресвятой Девы Марии, расположенные на холме «Ясна-Гура» и являющиеся самым известным паломническим центром в Польше. В базилике Ясна-Гуры находится известная икона Ченстоховской Богородицы.

## История
28 октября 1925 года Римский папа Пий XI издал буллу «Vixdum Poloniae unitas», которой учредил епархию Ченстоховы, выделив её из епархии Кельце и архиепархии Вроцлава. В этот же день епархия Ченстоховы вошла в митрополию Кракова.
25 марта 1992 года Римский папа Иоанн Павел II выпустил буллу Totus tuus Poloniae populus, которой возвёл епархию Ченстоховы в ранг архиепархии. В этот же день архиепархия Ченстоховы передала часть своей территории в пользу возведения новых епархий Гливице, Калиша и Сосновеца.

## Учебные заведения
- В 1926 году была основана епархиальная духовная семинария, студенты которой обучались и проживали в Кракове. В 1991 году на улице святой Барбары было построено здание для семинарии и студенты с этого года стали обучаться в Ченстохове.
- в Кальварии-Зебжидовской на территории бернардинского монастыря действует Высшая духовная семинария имени Иоанна Дунса Скотта.

## Ординарии архиепархии
- епископ Теодор Кубина (14.12.1925 — 13.02.1951)
- епископ Здислав Голинский[пол.] (22.04.1951 — 6.07.1963)
- епископ Стефан Барела[пол.] (17.01.1964 — 12.02.1984)
- архиепископ Станислав Новак (26.10.1984 — 29.12.2011), назначен архиепископом 25 марта 1992 года
- архиепископ Вацлав Депо (29.12.2011 — по настоящее время)

## Источник
- Annuario Pontificio, Libreria Editrice Vaticana, Città del Vaticano, 2003, ISBN 88-209-7422-3
- Булла Totus tuus Poloniae populus, AAS 84 (1992), стр. 1099 Архивная копия от 13 июля 2020 на Wayback Machine  (лат.)